# KSS Klaipėda
KSS futbolo komanda (lt  „Klaipėdos krašto sporto sąjunga ) var en fodboldklub fra den litauiske by Klaipėda.

## Historie
Klubben blev stiftet i 1926 og gik konkurs i 1940.

## Titler

### Nationalt
- A Lyga
  - Vindere (6): 1928, 1929, 1930, 1931, 1937, 1938.[1]
  - Andenplads (3): 1926, 1932, 1935.